# Ensenada Rameau
La ensenada Rameau es una ensenada parcialmente cubierta de hielo situada en el suroeste de la isla Alejandro I, en la Antártida. La ensenada forma una gran hendidura en el lado norte de la península Beethoven, situada entre la península Pesce y el cabo Westbrook, marcando el extremo suroeste de la isla Alejandro I. Delineado a partir de imágenes del Landsat del 29 de enero de 1973, por el DOS. En asociación con nombres de compositores de la zona, nombrado por el Comité de Topónimos Antárticos del Reino Unido (UK-APC) en honor al compositor francés Jean-Philippe Rameau.